# 汽车运行工况
汽车运行工况是指特定环境下某一类型汽车的行驶速度与时间的数据点。
主要应用于汽车和交通领域。此項目研究包括汽车运行工况调查、汽车运行工况分析和设计、汽车运行工况仿真和汽车运行工况预测等多项内容。

## 各領域的運用
- 汽车领域：主要利用汽车运行工况进行转鼓和场地试验，分析汽车经济性和排放特性。当前的一个应用热点，就是运用运行工况评价混合动力控制策略的优劣。
- 交通领域：主要利用汽车运行工况进行转鼓试验，评价汽车的排放特性。

## 标准
2019年10月18日，中华人民共和国发布《中国汽车行驶工况》（CATC）国家标准GB/T 38146。标准于2020年5月1日起实施。